# Thera spania
Thera spania är en fjärilsart som beskrevs av Hans Ferdinand Emil Julius Stichel 1911. Thera spania ingår i släktet Thera och familjen mätare. Inga underarter finns listade i Catalogue of Life.